# Lonatura centra
Lonatura centra är en insektsart som beskrevs av Blocker och Fegley 1988. Lonatura centra ingår i släktet Lonatura och familjen dvärgstritar. Inga underarter finns listade i Catalogue of Life.